# Cao Cao

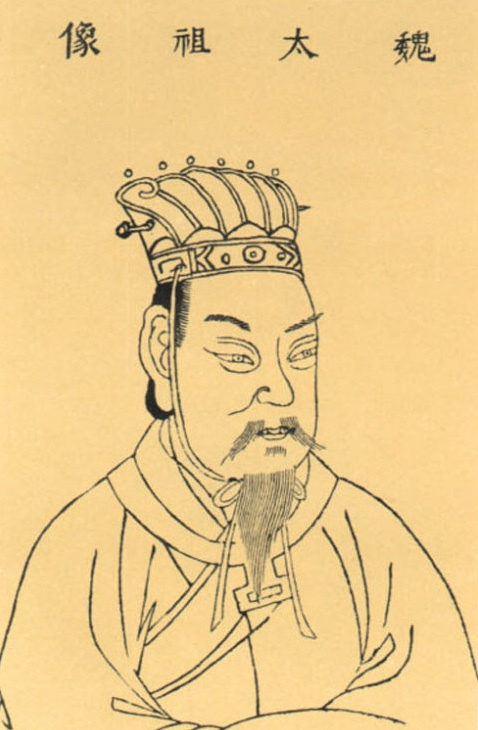
Retrato de Cao Cao de la enciclopedia china Sancai Tuhui.

Cao Cao (en chino, 曹操; pinyin, Cáo Cāo, Wade-Giles: Ts'ao Ts'ao; n. 155 - 15 de marzo de 220) fue el último primer ministro de la dinastía Han de la antigua China. Como figura central del Período de los Tres Reinos, estableció los cimientos de lo que llegaría a ser el reino de Wei (también conocido como Cáo Wèi) y fue póstumamente nombrado Emperador Wu de Wei (魏武帝).
Aunque en la cultura popular y en el Romance de los Tres Reinos se le retrata como un personaje cruel y sospechoso, el Cao Cao histórico brilló como gobernante, estratega y poeta. Entre los chinos la figura de Cao Cao es de gran importancia aún hoy en día. Por ejemplo, el dicho "hablando del rey de Roma, que por la puerta asoma", que en castellano se dice cuando aparece de repente alguien a quien se acaba de mencionar, tiene en chino el equivalente de "habla de Cao Cao, y Cao Cao aparecerá" (en chino, 說曹操，曹操到; pinyin, shuō Cáo Cāo, Cáo Cāo dào).

## Biografía

### Primeros años
Cao Cao nació en el Distrito de Qiao (譙, actualmente Bozhou, Anhui) en 155. Su padre, Cao Song (曹嵩), fue acogido por Cao Teng (曹騰), uno de los eunucos favoritos del Emperador Huan. Algunos documentos históricos, incluida la Biografía de Cao Man, afirman que Cao Song se apellidaba originalmente Xiahou, lo que convertiría a Cao Cao en primo de Xiahou Dun y de Xiahou Yuan, dos de sus más prominentes generales. En el Romance de los Tres Reinos, se afirma que el padre de Cao Cao fue un Xiaohou adoptado por la familia Cao.
De joven, Cao Cao era conocido por su astucia. Su tío se quejaba con frecuencia a Cao Song por su indulgencia para con la caza y la música. Para contrarrestar estos ataques, Cao Cao fingió un día un ataque frente a su tío, quien rápidamente informó a Cao Song. Este acudió a ver a su hijo, que había vuelto a la normalidad. Cuando se le preguntó, Cao Cao respondió: "Nunca he tenido esa enfermedad, pero he perdido el amor de mi tío, y por eso te ha engañado". A partir de ese momento, Cao Song dejó de creer las palabras de su hermano en lo relativo a Cao Cao, con lo que este se volvió más caprichoso.
Por aquel entonces, en Runan (汝南) vivía un hombre llamado Xu Shao (許劭) que era conocido por su habilidad para identificar los talentos ocultos de los demás. Cao Cao quiso que le visitara. Tras un minucioso cuestionario, Xu Shao dijo: "Serías un hábil ministro en la paz y un héroe sin escrúpulos en el caos". Cao Cao lo tomó como un cumplido y se sintió afortunado.
Cuando tuvo veinte años, Cao Cao fue recomendado para ser capitán del Distrito de Luoyang. Tras tomar posesión del cargo, dispuso una fila de bastones de colores y ordenó a sus ayudantes que azotaran a todo aquel que violara la ley sin tener en cuenta su posición social. Un tío de Jian Shuo, un influyente eunuco del Emperador Ling, fue cogido una vez caminando por la ciudad pasado el toque de queda y fue azotado.
Cuando estalló la Rebelión de los Turbantes Amarillos (騎都尉) en 184, Cao Cao fue ascendido a capitán de caballería y enviado a Yingchuan (潁川) para aplastar a los rebeldes. Tras el éxito obtenido con sus hazañas fue promovido a Gobernador de la Comandancia de Dong (東郡).

### Alianza contra Dong Zhuo
En 189, el Emperador Ling murió y le sucedió en el trono su hijo mayor, aunque eran la emperatriz viuda y los eunucos los que detentaban el poder real. Los dos generales más poderosos de esa época, He Jin y Yuan Shao, se conjuraron para eliminar la influencia de los eunucos. He Jin convocó a Dong Zhuo, gobernador de Liangzhou (凉州) para que entrara con su ejército en la capital Luoyang y presionara a la emperatriz. Sin embargo, antes de que llegara, He Jin fue asesinado por los eunucos y Luoyang cayó en el caos. Después de que su ejército se hubo deshecho de la oposición en el palacio, Dong Zhuo depuso al emperador, poniendo en su lugar al emperador títere Xian Di. Al ver que no era posible el acuerdo con Dong Zhuo, Cao Cao abandonó Luoyang en dirección a Chenliu (陳留; al sureste de la actual Kaifeng, en Henan) donde formó su propio ejército. Al año siguiente, los señores de la guerra, bajo el liderazgo de Yuan Shao, unieron sus fuerzas contra Dong Zhuo. Cao Cao se unió a su causa. Cuando Dong Zhuo fue finalmente asesinado en 192, por su propio hijo adoptivo Lü Bu, un poderoso guerrero, China cayó en la guerra civil. Tras varias guerras de corta duración y de alcance regional, Cao Cao continuó aumentando su poder.
En 196, Cao Cao convenció al Emperador Xian para que trasladara la capital a Xuchang, bajo custodia de los señores de la guerra. A partir de entonces, el último emperador Han iba a ser un testaferro en las manos de Cao Cao. Este se instaló como General en Jefe (大將軍) y Marqués de Wuping (武平侯), aunque ambos títulos tenían poca implicación práctica.

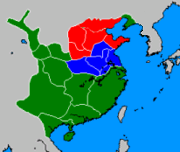
Dominios de Yuan Shao (rojo) y Cao Cao (azul) antes de la batalla de Guandu.

En 200, Yuan Shao reunió más de 100.000 soldados y marchó hacia el sur sobre Xuchang para rescatar al emperador. Cao Cao reunió a 20.000 hombres en Guandu, un punto estratégico en la orilla del Río Amarillo. Haciendo uso de una gran habilidad y brillantez en sus maniobras militares, y con la ayuda de un desertor del campamento de Yuan Shao, se hizo con una decisiva y aparentemente imposible victoria.
Tras la derrota, Yuan Shao cayó enfermo y murió poco después, dejando como herederos a dos de sus hijos, Yuan Tan y Yuan Shang (袁尚), pero designando como su sucesor a este último, que era el menor, lo cual iba en contra de la tradición. Esto provocó que disputaran entre ellos a la vez que lo hacían contra Cao Cao, por lo que este fue capaz de derrotarles usando sus diferencias en provecho propio. A partir de ese momento, Cao Cao asumió el control efectivo sobre todo el norte de China. Envió a sus ejércitos fuera de la zona y extendió su control más allá de la Gran Muralla, hasta Corea por el norte y hasta el Río Han por el sur.

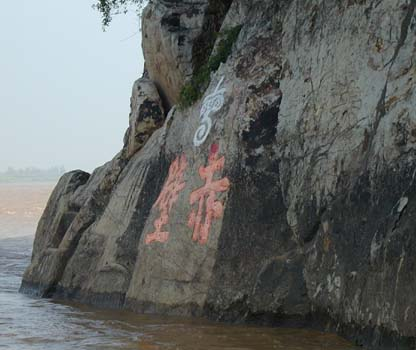
Sitio donde, según la tradición, tuvo lugar la Batalla de Chibi. Norte de Wulin.

Sin embargo, su intento de extender su dominio al sur del Río Yangtze chocó contra la primera coalición de sus rivales Liu Bei y Sun Quan (que más tarde fundarían los reinos de Shu y Wu respectivamente) y su ejército fue vencido en la batalla de Chibi, o de los Acantilados Rojos en 208.

### Período de los Tres Reinos
En 213, Cao Cao fue investido Duque de Wei (魏公), se le concedieron las Nueve Dignidades y el feudo sobre diez ciudades, conocidas como Estado de Wei. En 216, fue ascendido a rey de Wei. Durante los siguientes años, Cao Cao, Liu Bei y Sun Quan, continuaron consolidando su poder sobre sus respectivas áreas. Tras muchas guerras, China quedó dividida entre los tres reinos, que esporádicamente libraron batallas entre ellos, no inclinándose la balanza significativamente hacia ninguno.
En 220, Cao Cao murió en Luoyang a la edad de 65 años, sin haber visto cumplida su ambición de unificar China. Su testamento ordenaba que fuera enterrado con ropa de diario y sin ceremonia y que los habitantes de las zonas fronterizas permanecieran en sus puestos ya que "el país es todavía inestable".
Le sucedió el mayor de sus hijos vivos, Cao Pi, que antes de un año obligó al Emperador Xian a abdicar, proclamándose a sí mismo como primer emperador del Reino de Wei. Cao Cao fue entonces llamado, a título póstumo, Emperador Wu.

## Otras contribuciones

### Agricultura y educación
Mientras proseguía con las campañas militares contra sus enemigos, Cao Cao no olvidó las bases de la sociedad, la agricultura y la educación.
En 194, una plaga de langosta causó una gran hambruna a lo largo de toda China. Según la Crónica de los Tres Reinos, la gente, en su desesperación, llegó a comer carne humana. Sin alimentos, muchos ejércitos eran vencidos sin llegar ni siquiera a entrar en combate. A partir de esta experiencia, Cao Cao vio la importancia del suministro de alimentos para construir un ejército poderoso. Comenzó una serie de planes para el desarrollo de la agricultura en ciudades como Xuchang y Chenliu. Se reclutaron refugiados para que se ocuparan de las tierras sin cultivar. Posteriormente, los campamentos que no tenían que enfrentarse al peligro inminente de la guerra se convirtieron también en tierras de cultivo. Este sistema continuó expandiéndose según lo hacía el reino de Cao Cao. Aunque su primera intención fue construir un ejército poderoso, estos programas también mejoraron los niveles de vida del pueblo, especialmente de los refugiados de guerra.
En 203, Cao Cao había eliminado a la mayoría de los ejércitos de Yuan Shao, lo que le permitió prestar más atención a los trabajos constructivos dentro de su reino. En el otoño de ese año, decretó que se promocionara la educación en los distritos y ciudades bajo su jurisdicción. Un oficial encargado de los asuntos educativos fue asignado a cada distrito con un mínimo de quinientas familias. Los jóvenes con potencial y talento eran seleccionados para ser escolarizados, evitando así la falta de intelectuales en esos años de guerras, lo cual "beneficiaría al pueblo"

### Poesía

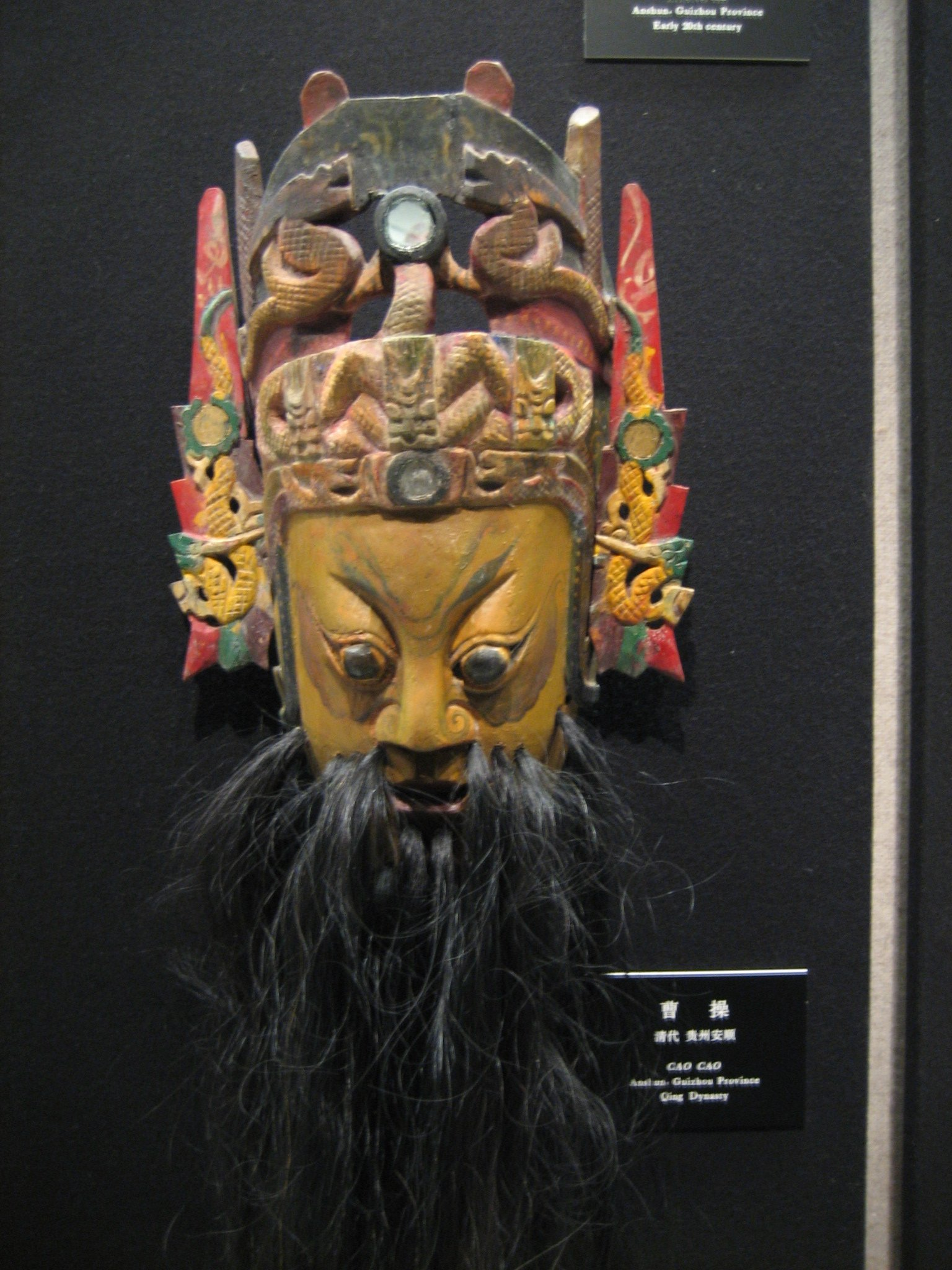
Máscara de Cao Cao de tiempos de la dinastía Qing, hecha en Anshun (Guizhou). Museo de Shanghái.

Cao Cao fue también un reconocido poeta. Aunque pocos de sus trabajos han llegado hasta nosotros, sus versos, sin pretensiones pero profundos, contribuyeron a reformar el estilo poético de su época. Junto con sus hijos Cao Pi y Cao Zhi, son conocidos en poesía como "Los Tres Cao". Junto con varios poetas de la época, sus poemas forman la columna vertebral de lo que sería conocido como estilo jian'an (建安风骨), que es el nombre de la era que va de 196 a 220.
La disputa civil desarrollada hacia el final de la Dinastía Han dio a los poemas jian'an su característico tono solemne pero conmovedor que con frecuencia se lamenta sobre lo efímero de la existencia. Este período supone en la historia de la literatura china la transición entre las tempranas canciones populares y la poesía erudita.
Uno de los poemas más celebrados de Cao Cao, escrito en los últimos años de su vida, es "Aunque la tortuga tiene una larga vida" (龜雖壽)
Aunque la Tortuga tenga una larga vida
Aunque la tortuga bendecida con poderes mágicos tenga una vida larga,
Sus días tienen un periodo asignado
Aunque las serpientes aladas paseen en la alta niebla,
Al final se convierten en polvo y cenizas;
Un antiguo caballo de guerra puede ser estabulado,
Sin embargo, todavía añora a galopar mil lis;
Y un hombre de noble corazón aunque de avanzada edad
Nunca abandona sus orgullosas aspiraciones.
El Período de la vida del hombre, sea largo o corto,
No depende solo  del Cielo;
El que come bien y se mantiene alegre
Puede vivir a una edad muy avanzada.
Y pues con alegría en mi corazón,
Yo tarareo esta canción.(Traducción)

## Cao Cao en el Romance de los Tres Reinos
El Romance de los Tres Reinos, una novela histórica de Luo Guanzhong, es una novelización de los hechos ocurridos durante ese período. Aunque permanece fiel a la historia la mayor parte del tiempo, inevitablemente otorga a Cao Cao un cierto dramatismo, con un tono que sugiere un carácter cruel y receloso. En diversas ocasiones, Luo Guanzhong incluso introduce acontecimientos de ficción.

## El clan de los Cao

### Descendientes directos masculinos

#### Hijos de la Princesa Bian
- Cao Pi (曹丕)
  - Cao Rui (曹睿)
    - Cao Fang (曹芳)
      - Cao Mao (曹髦)
        - Cao Huan (曹奂)
- Cao Zhang (曹彰)
  - Cao Kai (曹楷)
- Cao Zhi (曹植)
  - Cao Zhi (曹志)
- Cao Xiong (曹熊)
  - Cao Bin (曹炳)

#### Hijos de  Liu
- Cao Ang (曹昂)
  - Cao Wan (曹琬). Sucedió a Cao Ang pero era hijo de Cao Jun (曹均).
    - Cao Lian (曹廉)
- Cao Shuo (曹铄)
  - Cao Qian (曹潜)
    - Cao Yan (曹偃)

#### Hijos de  Huan
- Cao Chong (曹冲)
  - Cao Cong (曹琮). Sucedió a Cao Chong pero era hijo de Cao Ju (曹据).
- Cao Ju (曹据)
- Cao Yu (曹宇)

#### Hijos de  Du
- Cao Lin (曹林)
  - Cao Wei (曹纬)
- Cao Gun (曹衮)
  - Cao Fu (曹孚)

#### Hijos de  Qin
- Cao Xuan (曹玹)
  - Cao Heng (曹恒)
- Cao Jun (曹峻)
  - Cao Ao (曹澳)

#### Hijos de Yin
- Cao Ju (曹矩)
  - Cao Min (曹敏). Sucedió a Cao Ju pero era hijo de Cao Jun (曹均).
    - Cao Kun (曹焜)

#### Hijos de otras consortes
- Cao Gan (曹幹)
- Cao Shang (曹上)
- Cao Biao (曹彪)
  - Cao Jia (曹嘉)
- Cao Qin (曹勤)
- Cao Cheng (曹乘)
- Cao Zheng (曹整)
  - Cao Fan (曹范). Sucedió a Cao Zheng pero era hijo de Cao Ju (曹据)).
  - Cao Chan (曹阐). Hermano menor de Cao Fan, al que sucedió.
- Cao Jing (曹京)
- Cao Jun (曹均)
  - Cao Kang (曹抗)
    - Cao Chen (曹谌)
- Cao Ji (曹棘)
- Cao Hui (曹徽)
  - Cao Xi (曹翕)
- Cao Mao (曹茂)

### Otros familiares
- Cao Ren (曹仁). Primo más joven.
  - Cao Tai (曹泰)
    - Cao Chu (曹初)

  - Cao Kai (曹楷)
  - Cao Fan (曹范)
- Cao Chun (曹純). Primo más joven.
  - Cao Yan (曹演)
    - Cao Liang (曹亮)
- Cao Hong (曹洪). Primo más joven.
- Cao Xiu (曹休). Sobrino lejano.
  - Cao Zhao (曹肇)
- Cao Zhen (曹真). Sobrino lejano.
  - Cao Shuang (曹爽)
  - Cao Xi (曹羲)
  - Cao Xun (曹训)
  - Cao Ze (曹则)
  - Cao Yan (曹彦)
  - Cao Ai (曹皑)
- Cao Anmin (曹安民). Sobrino.